# Квараљио Инфериоре (Пјаченца)
Квараљио Инфериоре је насеље у Италији у округу Пјаченца, региону Емилија-Ромања.
Према процени из 2011. у насељу је живело 11 становника. Насеље се налази на надморској висини од 273 м.